# Chirped pulse amplification
Chirped Pulse Amplification (CPA) is een techniek waarbij een kortepulslaser in tijd wordt uitgerekt, versterkt en vervolgens weer wordt ingekort. Hierbij ontstaan ultrakorte laserpulsen met een zeer hoge lichtintensiteit. CPA wordt onder meer gebruikt om ogen te laseren en om snelle processen in atomen te onderzoeken.
Deze lasertechniek werd midden jaren 1980 geïntroduceerd door Donna Strickland en haar promotiebegeleider Gérard Mourou aan de Universiteit van Rochester, en waarvoor ze in 2018 werden onderscheiden met de Nobelprijs voor Natuurkunde. Voorafgaand aan de ontwikkeling van CPA was het niet mogelijk om krachtige laserpulsen op te wekken: de hoge vermogens sloopten het versterkersmedium.

## Principe
Chirped Pulse Amplification werd oorspronkelijk in 1960 uitgevonden als een techniek om het beschikbare vermogen van radarsystemen te vergroten. Het was Strickland samen met Mourou die de techniek van CPA gingen gebruiken om het piekvermogen van lasers te vergroten. 
De CPA-methode is een fysisch proces dat in drie stappen plaatsvindt. Als eerste wordt een ultrakorte laserpuls, van bijvoorbeeld 1 femtoseconde, met spiegels of in een glasvezel in tijd uitgerekt, om zo de intensiteit (piekvermogen) van de laserpuls uit te spreiden over een langere periode. Hierbij wordt de laserpuls via dispersie uiteen gerafeld in verschillende frequenties (binnen de bestaande frequentieband van de laserpuls). Deze laserpuls kan vervolgens met bestaande beschikbare technieken zonder problemen versterkt worden. Hierbij wordt extra energie (vermogen) aan de puls toegevoegd. In de laatste stap wordt de laserpuls met spiegels gecomprimeerd, zodat er opnieuw een ultrakorte laserpuls ontstaat, maar ditmaal met een veel hogere intensiteit.